# Diskografie Adama Lamberta
Toto je seznam vydané diskografie amerického zpěváka Adama Lamberta.

## Alba

### Studiová alba
| Název                                                                                   | Detaily o albu                                                  | Umístění v hitparádách | Umístění v hitparádách | Umístění v hitparádách | Umístění v hitparádách | Umístění v hitparádách | Umístění v hitparádách | Umístění v hitparádách | Umístění v hitparádách | Umístění v hitparádách | Umístění v hitparádách | Prodeje                               | Certifikace                                                                 |
| Název                                                                                   | Detaily o albu                                                  | US                     | AUS                    | AUT                    | BEL (FL)               | CAN                    | GER                    | NLD                    | NZ                     | SWE                    | UK                     | Prodeje                               | Certifikace                                                                 |
| --------------------------------------------------------------------------------------- | --------------------------------------------------------------- | ---------------------- | ---------------------- | ---------------------- | ---------------------- | ---------------------- | ---------------------- | ---------------------- | ---------------------- | ---------------------- | ---------------------- | ------------------------------------- | --------------------------------------------------------------------------- |
| For Your Entertainment                                                                  | - Vydáno: 23. listopadu 2009 - Vydavatelství: RCA, 19           | 3                      | 5                      | 22                     | 56                     | 7                      | 16                     | 25                     | 5                      | 8                      | 36                     | - US: 863,000                         | - RIAA: Gold - ARIA: Platinum - MC: Platinum - RMNZ: Platinum - BPI: Silver |
| Trespassing                                                                             | - Vydáno: 15. května 2012 - Vydavatelství: RCA, 19              | 1                      | 10                     | 28                     | 64                     | 1                      | 28                     | 30                     | 4                      | 20                     | 16                     | - US: 197,000 - UK: 7,107             |                                                                             |
| The Original High                                                                       | - Vydáno: 16. června 2015 - Vydavatelství: Warner               | 3                      | 4                      | 43                     | 61                     | 3                      | 20                     | 10                     | 6                      | 51                     | 8                      | - US: 42,000 - CAN: 4,800 - UK: 9,817 |                                                                             |
| Velvet                                                                                  | - Vydáno: 20. března 2020 - Vydavatelství: Empire, More Is More | 89                     | 8                      | —                      | 112                    | —                      | 77                     | —                      | —                      | —                      | 54                     |                                       |                                                                             |
| High Drama                                                                              | - Vydáno: 24. února 2023 - Vydavatelství: BMG, More Is More     | 126                    | 7                      | 34                     | 120                    | —                      | 20                     | —                      | 16                     | —                      | 5                      |                                       |                                                                             |
| "—" značí, že se nahrávka neumístila v hitparádách nebo v tomto území ani nebyla vydána |                                                                 |                        |                        |                        |                        |                        |                        |                        |                        |                        |                        |                                       |                                                                             |

### Koncertní alba
| Název                                                                                   | Detaily o albu                                                             | Umístění v hitparádách | Umístění v hitparádách | Umístění v hitparádách | Umístění v hitparádách | Umístění v hitparádách | Umístění v hitparádách | Umístění v hitparádách | Umístění v hitparádách | Umístění v hitparádách | Prodeje                   | Certifikace   |
| Název                                                                                   | Detaily o albu                                                             | US                     | US Video               | AUS                    | BEL (FL)               | FIN                    | GER                    | NZ                     | NLD                    | UK                     | Prodeje                   | Certifikace   |
| --------------------------------------------------------------------------------------- | -------------------------------------------------------------------------- | ---------------------- | ---------------------- | ---------------------- | ---------------------- | ---------------------- | ---------------------- | ---------------------- | ---------------------- | ---------------------- | ------------------------- | ------------- |
| Glam Nation Live                                                                        | - Vydáno: 22. března 2011 - Vydavatelství: RCA                             | —                      | 1                      | —                      | —                      | 32                     | 94                     | 14                     | 99                     | 185                    | - US: 41,000 - CAN: 1,195 |               |
| Live in Japan (s Queen)                                                                 | - Vydáno: 20. prosince 2016 - Vydavatelství: Ward, Eagle Vision, Universal | 56                     | —                      | 1                      | 14                     | 14                     | 5                      | 4                      | 6                      | 1                      |                           | - BPI: Silver |
| Live Around the World (s Queen)                                                         | - Vydáno: 2. října 2020 - Vydavatelství: EMI, Hollywood                    | 56                     | —                      | 1                      | 14                     | 14                     | 5                      | 4                      | 6                      | 1                      |                           | - BPI: Silver |
| "—" značí, že se nahrávka neumístila v hitparádách nebo v tomto území ani nebyla vydána |                                                                            |                        |                        |                        |                        |                        |                        |                        |                        |                        |                           |               |

### Kompilační alba
| Název                                                                                   | Detaily o albu                                                                | Umístění v hitparádách | Umístění v hitparádách | Prodeje      |
| Název                                                                                   | Detaily o albu                                                                | US                     | US Indie               | Prodeje      |
| --------------------------------------------------------------------------------------- | ----------------------------------------------------------------------------- | ---------------------- | ---------------------- | ------------ |
| Season 8 Favorite Performances                                                          | - Vydáno: 30. června 2009 - Vydavatelství: RCA                                | 33                     | 4                      | - US: 35,000 |
| Take One                                                                                | - Vydáno: 17. listopadu 2009 - Vydavatelství: Rufftown, Central South         | 72                     | 6                      | - US: 42,000 |
| Beg for Mercy                                                                           | - Vydáno: 21. listopadu 2011 - Vydavatelství: Colwel Platinum Entertainment   | —                      | 27                     |              |
| Paramount Sessions                                                                      | - Vydáno: 27. listopadu 2011 - Vydavatelství: Coldwater Entertainment Limited | —                      | —                      |              |
| Playlist: The Very Best of Adam Lambert                                                 | - Vydáno: 27. května 2014 - Vydavatelství: Legacy                             | —                      | —                      |              |
| "—" značí, že se nahrávka neumístila v hitparádách nebo v tomto území ani nebyla vydána |                                                                               |                        |                        |              |

## Extended play
| Název                                                                                   | Detaily                                                                     | Umístění v hitparádách | Umístění v hitparádách | Umístění v hitparádách | Prodeje      |
| Název                                                                                   | Detaily                                                                     | US                     | US Indie               | AUS                    | Prodeje      |
| --------------------------------------------------------------------------------------- | --------------------------------------------------------------------------- | ---------------------- | ---------------------- | ---------------------- | ------------ |
| Remixes                                                                                 | - Vydáno: 9. dubna 2010 - Vydavatelství: RCA                                | —                      | —                      | —                      | - US: 7,000  |
| Acoustic Live!                                                                          | - Vydáno: 6. prosince 2010 - Vydavatelství: RCA                             | 126                    | —                      | —                      | - US: 28,000 |
| Spotify Sessions                                                                        | - Vydáno: 15. června 2015 - Vydavatelství: Warner Records, Inc.             | —                      | —                      | —                      |              |
| Velvet: Side A                                                                          | - Vydáno: 27. září 2019 - Vydavatelství: More Is More, Empire Distribution  | 148                    | 5                      | 72                     |              |
| Velvet: Side A (The Live Sessions)                                                      | - Vydáno: 10. ledna 2020 - Vydavatelství: More Is More, Empire Distribution | —                      | —                      | —                      |              |
| Afters                                                                                  | - Vydáno: 19. července 2024 - Vydavatelství: More Is More                   | —                      | —                      | —                      |              |
| "—" značí, že se nahrávka neumístila v hitparádách nebo v tomto území ani nebyla vydána |                                                                             |                        |                        |                        |              |

## Singly

### Jako hlavní umělec
| Název                                                                                   | Rok  | Umístění v hitparádách | Umístění v hitparádách | Umístění v hitparádách | Umístění v hitparádách | Umístění v hitparádách | Umístění v hitparádách | Umístění v hitparádách | Umístění v hitparádách | Umístění v hitparádách | Umístění v hitparádách | Certifikace | Album                                                  |
| Název                                                                                   | Rok  | US                     | AUS                    | AUT                    | CAN                    | DEN                    | GER                    | NLD                    | NZ                     | SWE                    | UK                     | Certifikace | Album                                                  |
| --------------------------------------------------------------------------------------- | ---- | ---------------------- | ---------------------- | ---------------------- | ---------------------- | ---------------------- | ---------------------- | ---------------------- | ---------------------- | ---------------------- | ---------------------- | --- | ------------------------------------------------------ |
| "No Boundaries"                                                                         | 2009 | 72                     | —                      | —                      | 52                     | —                      | —                      | —                      | 38                     | —                      | 111                    | | Singl bez alb                                          |
| "Time for Miracles"                                                                     | 2009 | 50                     | —                      | —                      | 26                     | —                      | —                      | —                      | —                      | —                      | —                      | | 2012                                                   |
| "For Your Entertainment"                                                                | 2009 | 61                     | 32                     | —                      | 23                     | —                      | —                      | —                      | 10                     | —                      | 37                     | - ARIA: Gold - MC: Platinum - RMNZ: Platinum                                                                                        | For Your Entertainment                                 |
| "Whataya Want from Me"                                                                  | 2009 | 10                     | 4                      | 4                      | 3                      | 12                     | 5                      | 7                      | 4                      | 8                      | 53                     | - ARIA: Platinum - BVMI: Gold - IFPI AUT: Gold - IFPI DEN: Gold - IFPI SWE: 2× Platinum - MC: 3× Platinum - RMNZ: Platinum          | For Your Entertainment                                 |
| "If I Had You"                                                                          | 2010 | 30                     | 4                      | 50                     | 8                      | —                      | 36                     | —                      | 7                      | —                      | —                      | - ARIA: 2× Platinum - RMNZ: Platinum                                                                                                | For Your Entertainment                                 |
| "Fever"                                                                                 | 2010 | —                      | —                      | —                      | —                      | —                      | —                      | —                      | 19                     | —                      | —                      | | For Your Entertainment                                 |
| "Sure Fire Winners"                                                                     | 2011 | —                      | —                      | —                      | —                      | —                      | —                      | —                      | —                      | —                      | —                      | | For Your Entertainment                                 |
| "Aftermath"                                                                             | 2011 | —                      | —                      | —                      | —                      | —                      | —                      | —                      | —                      | —                      | —                      | | For Your Entertainment                                 |
| "Sleepwalker"                                                                           | 2011 | —                      | —                      | —                      | 90                     | —                      | 63                     | —                      | —                      | —                      | —                      | | For Your Entertainment                                 |
| "Better Than I Know Myself"                                                             | 2011 | 76                     | 83                     | —                      | 56                     | —                      | 88                     | —                      | —                      | —                      | —                      | | Trespassing                                            |
| "Never Close Our Eyes"                                                                  | 2012 | —                      | —                      | 56                     | 62                     | —                      | —                      | —                      | 24                     | —                      | 17                     | | Trespassing                                            |
| "Trespassing"                                                                           | 2012 | —                      | —                      | —                      | 92                     | —                      | —                      | —                      | —                      | —                      | —                      | | Trespassing                                            |
| "Ghost Town"                                                                            | 2015 | 64                     | 2                      | 10                     | 55                     | 30                     | 11                     | 6                      | 27                     | 25                     | 71                     | - RIAA: Gold - ARIA: 2× Platinum - BVMI: Platinum - IFPI AUT: Gold - IFPI DEN: Platinum - IFPI SWE: 2× Platinum - NVPI: 3× Platinum | The Original High                                      |
| "Another Lonely Night"                                                                  | 2015 | —                      | 107                    | —                      | —                      | —                      | —                      | 35                     | —                      | —                      | —                      | | The Original High                                      |
| "Welcome to the Show" (feat. Laleh)                                                     | 2016 | —                      | —                      | —                      | —                      | —                      | —                      | —                      | —                      | —                      | —                      | | Singly bez alb                                         |
| "Two Fux"                                                                               | 2017 | —                      | —                      | —                      | —                      | —                      | —                      | —                      | —                      | —                      | —                      | | Singly bez alb                                         |
| "Feel Something"                                                                        | 2019 | —                      | —                      | —                      | —                      | —                      | —                      | —                      | —                      | —                      | —                      | | Velvet                                                 |
| "New Eyes"                                                                              | 2019 | —                      | —                      | —                      | —                      | —                      | —                      | —                      | —                      | —                      | —                      | | Velvet                                                 |
| "Comin in Hot"                                                                          | 2019 | —                      | —                      | —                      | —                      | —                      | —                      | —                      | —                      | —                      | —                      | | Velvet                                                 |
| "Superpower"                                                                            | 2019 | —                      | —                      | —                      | —                      | —                      | —                      | —                      | —                      | —                      | —                      | | Velvet                                                 |
| "Believe"                                                                               | 2019 | —                      | —                      | —                      | —                      | —                      | —                      | —                      | —                      | —                      | —                      | | Singl bez alb                                          |
| "Roses" (feat. Nile Rodgers)                                                            | 2020 | —                      | —                      | —                      | —                      | —                      | —                      | —                      | —                      | —                      | —                      | | Velvet                                                 |
| "Velvet"                                                                                | 2020 | —                      | —                      | —                      | —                      | —                      | —                      | —                      | —                      | —                      | —                      | | Velvet                                                 |
| "Mad About the Boy"                                                                     | 2022 | —                      | —                      | —                      | —                      | —                      | —                      | —                      | —                      | —                      | —                      | | High Drama & Mad About the Boy – The Noël Coward Story |
| "Ordinary World"                                                                        | 2022 | —                      | —                      | —                      | —                      | —                      | —                      | —                      | —                      | —                      | —                      | | High Drama                                             |
| "Holding Out for a Hero"                                                                | 2022 | —                      | —                      | —                      | —                      | —                      | —                      | —                      | —                      | —                      | —                      | | High Drama                                             |
| "Getting Older"                                                                         | 2023 | —                      | —                      | —                      | —                      | —                      | —                      | —                      | —                      | —                      | —                      | | High Drama                                             |
| "You Make Me Feel (Mighty Real)" (se Sigala)                                            | 2023 | —                      | —                      | —                      | —                      | —                      | —                      | —                      | —                      | —                      | —                      | | High Drama                                             |
| "Lube" / "Wet Dreams"                                                                   | 2024 | —                      | —                      | —                      | —                      | —                      | —                      | —                      | —                      | —                      | —                      | | Afters                                                 |
| "CVNTY"                                                                                 | 2024 | —                      | —                      | —                      | —                      | —                      | —                      | —                      | —                      | —                      | —                      | | Afters                                                 |
| "I Don't Care Much"                                                                     | 2024 | —                      | —                      | —                      | —                      | —                      | —                      | —                      | —                      | —                      | —                      | |                                                        |
| "—" značí, že se nahrávka neumístila v hitparádách nebo v tomto území ani nebyla vydána |      |                        |                        |                        |                        |                        |                        |                        |                        |                        |                        | |                                                        |

### Jako vedlejší umělec
| Název                                                             | Rok  | Umístění v hitparádě | Album                |
| Název                                                             | Rok  | US Pop Dig           | Album                |
| ----------------------------------------------------------------- | ---- | -------------------- | -------------------- |
| "The Fox" (Glee Cast feat. Adam Lambert)                          | 2013 | —                    | Singly bez alb       |
| "Into the Groove" (Glee Cast feat. Adam Lambert)                  | 2014 | —                    | Singly bez alb       |
| "I Believe in a Thing Called Love" (Glee Cast feat. Adam Lambert) | 2014 | —                    | Singly bez alb       |
| "Barracuda" (Glee Cast feat. Adam Lambert)                        | 2014 | —                    | Singly bez alb       |
| "Gloria" (Glee Cast feat. Adam Lambert)                           | 2014 | —                    | Singly bez alb       |
| "The Happening" (Glee Cast feat. Adam Lambert a Demi Lovato)      | 2014 | —                    | Singly bez alb       |
| "Hold On" (Glee Cast feat. Adam Lambert a Demi Lovato)            | 2014 | 44                   | Singly bez alb       |
| "Can't Go Home" (Steve Aoki a Felix Jaehn feat. Adam Lambert)     | 2016 | —                    | Singly bez alb       |
| "Broken" (Tritonal a Jenaux feat. Adam Lambert)                   | 2016 | —                    | Painting With Dreams |
| "Bacteria" (Boy George feat. Adam Lambert)                        | 2022 | —                    | 60460                |

### Promo singly
| Název               | Rok  | Album             |
| ------------------- | ---- | ----------------- |
| "Underground"       | 2015 | The Original High |
| "Evil in the Night" | 2015 | The Original High |

## Další umístěné písně
| Název                                                                                   | Rok  | Umístění v hitparádách | Umístění v hitparádách | Umístění v hitparádách | Umístění v hitparádách | Umístění v hitparádách | Album                                  |
| Název                                                                                   | Rok  | US                     | CAN                    | NZ Hot                 | POL                    | UK Rock                | Album                                  |
| --------------------------------------------------------------------------------------- | ---- | ---------------------- | ---------------------- | ---------------------- | ---------------------- | ---------------------- | -------------------------------------- |
| "Mad World"                                                                             | 2009 | 19                     | 10                     | —                      | —                      | —                      | Season 8 Favorite Performances         |
| "A Change Is Gonna Come"                                                                | 2009 | 56                     | 59                     | —                      | —                      | —                      | Season 8 Favorite Performances         |
| "One"                                                                                   | 2009 | 82                     | 84                     | —                      | —                      | —                      | Season 8 Favorite Performances         |
| "Cryin'"                                                                                | 2009 | —                      | 75                     | —                      | —                      | —                      | Season 8 Favorite Performances         |
| "The Tracks of My Tears"                                                                | 2009 | —                      | —                      | —                      | —                      | —                      | Season 8 Favorite Performances         |
| "Feeling Good"                                                                          | 2009 | —                      | —                      | —                      | —                      | —                      | Season 8 Favorite Performances         |
| "Slow Ride" (s Allison Iraheta)                                                         | 2009 | —                      | —                      | —                      | —                      | —                      | American Idol: Season 8: The 5 Song EP |
| "Can't Let You Go"                                                                      | 2010 | —                      | —                      | —                      | —                      | 34                     | For Your Entertainment                 |
| "The Original High"                                                                     | 2016 | —                      | —                      | —                      | 23                     | —                      | The Original High                      |
| "Please Come Home for Christmas"                                                        | 2019 | —                      | —                      | 36                     | —                      | —                      | Spotify Singles                        |
| "—" značí, že se nahrávka neumístila v hitparádách nebo v tomto území ani nebyla vydána |      |                        |                        |                        |                        |                        |                                        |

## Spolu umělec
| Název             | Rok  | Další umělec             | Album                       |
| ----------------- | ---- | ------------------------ | --------------------------- |
| "Live the Life"   | 2011 | J. Scott G.              | Live the Life EP            |
| "Lay Me Down"     | 2013 | Avicii                   | True                        |
| "Marry the Night" | 2013 | Glee Cast                | A Katy or a Gaga            |
| "Roar"            | 2013 | Glee Cast                | A Katy or a Gaga            |
| "Rockstar"        | 2014 | Glee Cast                | New New York                |
| "Can't Go Home"   | 2016 | Steve Aoki a Felix Jaehn | Singl bez alb               |
| "Hands"           | 2016 | rúzní umělci             | Singl bez alb               |
| "Broken"          | 2016 | Tritonal a Jenaux        | Painting with Dreams        |
| "Think"           | 2017 | —                        | Kapitán Bombarďák ve filmu  |
| "Mad World"       | 2020 | —                        | One World: Together at Home |
| "Super Power"     | 2020 | —                        | One World: Together at Home |

## Videoklipy
| Název                       | Rok  | Režisér                           |
| --------------------------- | ---- | --------------------------------- |
| "Time for Miracles"         | 2009 | Wayne Isham                       |
| "For Your Entertainment"    | 2009 | Ray Kay                           |
| "Whataya Want from Me"      | 2010 | Diane Martel                      |
| "If I Had You"              | 2010 | Bryan Barber                      |
| "Better Than I Know Myself" | 2012 | Ray Kay                           |
| "Never Close Our Eyes"      | 2012 | Dori Oskowitz                     |
| "Ghost Town"                | 2015 | Hype Williams                     |
| "Another Lonely Night"      | 2015 | Luke Gilford                      |
| "Welcome to the Show"       | 2016 | Lee Cherry a Adam Lambert         |
| "Can't Go Home"             | 2016 | Romain F. Dubois a Ménad Kesraoui |
| "New Eyes"                  | 2019 | Miles & AJ                        |
| "Comin in Hot"              | 2019 | Miles & AJ                        |
| "Superpower"                | 2019 | Millicent Hailes                  |
| "Velvet"                    | 2020 | Charlotte Rutherford              |

### Spolu umělec
| Název                             | Rok  | Umělec       | Režisér                    |
| --------------------------------- | ---- | ------------ | -------------------------- |
| "Imagine" (UNICEF: World version) | 2014 | různí        | Michael Jurkovac           |
| "You Need to Calm Down"           | 2019 | Taylor Swift | Taylor Swift a Drew Kirsch |